# Кравчик, Роберт
Роберт Кравчик (пол. Robert Krawczyk; род. 26 марта 1978, Тарновске-Гуры) — польский дзюдоист, чемпион и призёр чемпионатов Польши и Европы, призёр чемпионата мира, участник трёх Олимпиад.

## Биография
Выступал в полусредней (до 81 кг) и средней (до 90 кг) весовых категориях. В 1996—2012 годах семь раз становился чемпионом Польши, семь раз серебряным и пять раз — бронзовым призёром чемпионатов страны. Чемпион (2007 год) и бронзовый призёр (2000, 2002 и 2005 годы) континентальных чемпионатов. Бронзовый призёр чемпионата мира 2003 года.
На летней Олимпиаде 2000 года в Сиднее Кравчик в предварительной схватке проиграл кубинцу Габриэлю Артега и завершил выступления.
На следующей Олимпиаде в Афинах Кравчик одного за другим чисто победил ливанца Мохамеда Бен Салеха, американца Рика Хоуна и азербайджанца Мехмана Азизова. Но затем поляк потерпел поражение от украинца Романа Гонтюка, а в утешительной схватке — от кубинца Флавиу Канту. На этом Кравчик завершил выступление на Олимпиаде, заняв пятое место в итоговом зачёте.
На летней Олимпиаде 2008 года в Пекине поляк в первой схватке победил южноафриканца Мэттью Яго, но в следующей уступил южнокорейцу Киму Джэ Бому. В утешительной серии Кравчик победил белоруса Сергея Шундикова и португальца Жуан Нету, но проиграл монголу Дамдинсурэнгийну Нямху и стал седьмым на этой Олимпиаде.